# Wereldkampioenschap voetbal 2014 (kwalificatie CONMEBOL)
Namens de Zuid-Amerikaanse bond CONMEBOL  nemen negen landen deel aan de kwalificatie voor de eindronde van het wereldkampioenschap voetbal 2014. Er zouden zich in ieder geval vier landen kwalificeren, de vier beste landen. Een vijfde land kwalificeerde zich na het spelen van een intercontinentale play-off. Het CONMEBOL-lid Brazilië is als gastland automatisch gekwalificeerd.

## Opzet
De negen landen spelen een volledige competitie, elk land speelt dus zestien wedstrijden. De kwalificatie begon op 7 oktober 2011. De vier hoogst geklasseerde landen kwalificeren zich voor de WK-eindronde. De nummer vijf speelt in een beslissingswedstrijd tegen de winnaar van de play-offs in het Aziatisch kwalificatietoernooi (AFC) om een plaats in de eindronde.

## Gekwalificeerde landen
| FIFA-lid   | Kwalificatie                  | Kwal. datum | Aantal dln. (incl. 2014) | Eerste dln. | Laatste dln. | Dln. op rij | Titels (excl. 2014) | Beste prestatie |
| ---------- | ----------------------------- | ----------- | ------------------------ | ----------- | ------------ | ----------- | ------------------- | --------------- |
| Brazilië   | Gastheer                      | 30/10/2007  | 20                       | 1930        | 2010         | 20          | 5                   | Wereldkampioen  |
| Argentinië | Nr. 1 CONMEBOL                | 10/09/2013  | 16                       | 1930        | 2010         | 11          | 2                   | Wereldkampioen  |
| Colombia   | Nr. 2 CONMEBOL                | 12/10/2013  | 5                        | 1962        | 1998         | 1           | 0                   | Achtste finale  |
| Chili      | Nr. 3 CONMEBOL                | 16/10/2013  | 9                        | 1930        | 2010         | 2           | 0                   | Derde plaats    |
| Ecuador    | Nr. 4 CONMEBOL                | 16/10/2013  | 3                        | 2002        | 2006         | 1           | 0                   | Achtste finale  |
| Uruguay    | Winnaar play-off CONMEBOL/AFC | 20/11/2013  | 12                       | 1930        | 2010         | 2           | 2                   | Wereldkampioen  |

## Eindstand
| Nr. | Land       | GW | W | G | V  | DV | DT | DS  | Ptn | Resultaat                                  |
| --- | ---------- | -- | - | - | -- | -- | -- | --- | --- | ------------------------------------------ |
| 1   | Argentinië | 16 | 9 | 5 | 2  | 35 | 15 | +20 | 32  | Gekwalificeerd voor het hoofdtoernooi.     |
| 2   | Colombia   | 16 | 9 | 3 | 4  | 27 | 13 | +14 | 30  | Gekwalificeerd voor het hoofdtoernooi.     |
| 3   | Chili      | 16 | 9 | 1 | 6  | 29 | 25 | +4  | 28  | Gekwalificeerd voor het hoofdtoernooi.     |
| 4   | Ecuador    | 16 | 7 | 4 | 5  | 20 | 16 | +4  | 25  | Gekwalificeerd voor het hoofdtoernooi.     |
| 5   | Uruguay    | 16 | 7 | 4 | 5  | 25 | 25 | 0   | 25  | Geplaatst voor intercontinentale play-off. |
| 6   | Venezuela  | 16 | 5 | 5 | 6  | 14 | 20 | –6  | 20  |                                            |
| 7   | Peru       | 16 | 4 | 3 | 9  | 17 | 26 | –9  | 15  |                                            |
| 8   | Bolivia    | 16 | 2 | 6 | 8  | 17 | 30 | –13 | 12  |                                            |
| 9   | Paraguay   | 16 | 3 | 3 | 10 | 17 | 31 | –14 | 12  |                                            |

## Wedstrijden

### Wedstrijddag 1 t/m 4
Na het teleurstellend verlopen WK van 2010 werd coach Diego Maradona van Argentinië ontslagen, Sergio Batista, teamgenoot van Maradona tijdens het succesvolle WK van 1986 volgde hem op. Zijn eerste opdracht was goed te presteren op de Copa América van 2011 in eigen land, Argentinië werd al in de kwartfinales verslagen door Uruguay na strafschoppen en Batista werd ontslagen. Lionel Messi groeide bij zijn club FC Barcelona uit tot de beste speler van de wereld en won opnieuw de Champions League, maar maakte net als bij het vorig WK op de Copa America geen enkel doelpunt. Uruguay won het toernooi door Paraguay met 3-0 te verslaan, Diego Forlán scoorde twee maal, de van Ajax naar Liverpool vertrokken Luis Suárez éénmaal.
Onder de nieuwe bondscoach Alejandro Sabella begon Argentinië de kwalificatie met een  overtuigende 4-1 zege op Chili, Gonzalo Higuaín scoorde driemaal.  Daarna volgde twee slechte resultaten tegen minder aanspreekbare landen: een 1-0 nederlaag tegen Venezuela (waar het nog nooit van had verloren) en een 1-1 gelijkspel thuis tegen Bolivia. Tegen Colombia dreigde het opnieuw mis te gaan, maar na een 1-0 achterstand zorgden Lionel Messi en Sergio Aguero voor een come-back. Na de eerste vier speeldagen in 2011 stonden Argentinië samen met Uruguay en het verrassende Venezuela bovenaan met zeven punten, Uruguay had één wedstrijd minder gespeeld, Ecuador en Chili volgden met zes punten. Uruguay maakte vooral indruk door met 4-0 van Chili te winnen, Luis Suárez scoorde alle doelpunten.

#### Wedstrijddag 1
|                                                 |                                      |         |                               |                                                                                           |
| 7 oktober 2011 «onderlinge duels» 17:00 (UTC−2) | Uruguay                              | 4 – 2   | Bolivia                       | Estadio Centenario, Montevideo Toeschouwers: 25.500 Scheidsrechter: Víctor Carrillo (PER) |
| 7 oktober 2011 «onderlinge duels» 17:00 (UTC−2) | Suárez 3' Lugano 25', 71' Cavani 34' | Verslag | 17' Cardozo 87' (pen.) Moreno | Estadio Centenario, Montevideo Toeschouwers: 25.500 Scheidsrechter: Víctor Carrillo (PER) |

|                                                 |                       |         |              |                                                                                            |
| 7 oktober 2011 «onderlinge duels» 16:05 (UTC−5) | Ecuador               | 2 – 0   | Venezuela    | Estadio Olímpico Atahualpa, Quito Toeschouwers: 32.278 Scheidsrechter: Enrique Osses (CHI) |
| 7 oktober 2011 «onderlinge duels» 16:05 (UTC−5) | Ayoví 15' Benítez 28' | Verslag | 70', 77' Rey | Estadio Olímpico Atahualpa, Quito Toeschouwers: 32.278 Scheidsrechter: Enrique Osses (CHI) |

|                                                 |                                |         |               |                                                                                           |
| 7 oktober 2011 «onderlinge duels» 20:10 (UTC−3) | Argentinië                     | 4 – 1   | Chili         | Estadio Monumental, Buenos Aires Toeschouwers: 26.161 Scheidsrechter: Wilmar Roldán (COL) |
| 7 oktober 2011 «onderlinge duels» 20:10 (UTC−3) | Higuaín 7', 52', 63' Messi 25' | Verslag | 59' Fernández | Estadio Monumental, Buenos Aires Toeschouwers: 26.161 Scheidsrechter: Wilmar Roldán (COL) |

|                                                 |                   |         |          |                                                                                          |
| 7 oktober 2011 «onderlinge duels» 20:15 (UTC−5) | Peru              | 2 – 0   | Paraguay | Estadio Nacional, Lima (stad) Toeschouwers: 39.600 Scheidsrechter: Sergio Pezzotta (ARG) |
| 7 oktober 2011 «onderlinge duels» 20:15 (UTC−5) | Guerrero 46', 71' | Verslag |          | Estadio Nacional, Lima (stad) Toeschouwers: 39.600 Scheidsrechter: Sergio Pezzotta (ARG) |

#### Wedstrijddag 2
|                                                  |            |         |                        |                                                                                           |
| 11 oktober 2011 «onderlinge duels» 16:00 (UTC−4) | Bolivia    | 1 – 2   | Colombia               | Estadio Hernando Siles, La Paz Toeschouwers: 33.155 Scheidsrechter: Carlos Amarilla (PAR) |
| 11 oktober 2011 «onderlinge duels» 16:00 (UTC−4) | Flores 85' | Verslag | 48' Pabón 90+3' Falcao | Estadio Hernando Siles, La Paz Toeschouwers: 33.155 Scheidsrechter: Carlos Amarilla (PAR) |

|                                                  |                                                |         |                        | |
| 11 oktober 2011 «onderlinge duels» 19:45 (UTC−3) | Chili                                          | 4 – 2   | Peru                   | Estadio Monumental David Arellano, Santiago Toeschouwers: 39.000 Scheidsrechter: Raul Orosco (BOL) |
| 11 oktober 2011 «onderlinge duels» 19:45 (UTC−3) | Ponce 2' Vargas 18' Medel 48' Suazo 63' (pen.) | Verslag | 49' Pizarro 60' Farfán | Estadio Monumental David Arellano, Santiago Toeschouwers: 39.000 Scheidsrechter: Raul Orosco (BOL) |

|                                                  |             |         |            |                                                                                                 |
| 11 oktober 2011 «onderlinge duels» 19:45 (UTC−3) | Paraguay    | 1 – 1   | Uruguay    | Estadio Defensores del Chaco, Asunción Toeschouwers: 12.922 Scheidsrechter: Wilson Seneme (BRA) |
| 11 oktober 2011 «onderlinge duels» 19:45 (UTC−3) | Ortiz 90+2' | Verslag | 68' Forlán | Estadio Defensores del Chaco, Asunción Toeschouwers: 12.922 Scheidsrechter: Wilson Seneme (BRA) |

|                                                     |                |         |            | |
| 11 oktober 2011 «onderlinge duels» 20:20 (UTC−4:30) | Venezuela      | 1 – 0   | Argentinië | Estadio José Antonio Anzoátegui, Puerto La Cruz Toeschouwers: 35.600 Scheidsrechter: Roberto Silvera (URU) |
| 11 oktober 2011 «onderlinge duels» 20:20 (UTC−4:30) | Amorebieta 62' | Verslag |            | Estadio José Antonio Anzoátegui, Puerto La Cruz Toeschouwers: 35.600 Scheidsrechter: Roberto Silvera (URU) |

#### Wedstrijddag 3
|                                                   |             |         |            |                                                                                         |
| 11 november 2011 «onderlinge duels» 17:00 (UTC−3) | Argentinië  | 1 – 1   | Bolivia    | Estadio Monumental, Buenos Aires Toeschouwers: 27.592 Scheidsrechter: Carlos Vera (ECU) |
| 11 november 2011 «onderlinge duels» 17:00 (UTC−3) | Lavezzi 60' | Verslag | 55' Moreno | Estadio Monumental, Buenos Aires Toeschouwers: 27.592 Scheidsrechter: Carlos Vera (ECU) |

|                                                   |                           |         |       |                                                                                           |
| 11 november 2011 «onderlinge duels» 20:00 (UTC−3) | Uruguay                   | 4 – 0   | Chili | Estadio Centenario, Montevideo Toeschouwers: 40.500 Scheidsrechter: Héctor Baldassi (ARG) |
| 11 november 2011 «onderlinge duels» 20:00 (UTC−3) | Suárez 42', 45', 67', 73' | Verslag |       | Estadio Centenario, Montevideo Toeschouwers: 40.500 Scheidsrechter: Héctor Baldassi (ARG) |

|                                                   |            |         |               | |
| 11 november 2011 «onderlinge duels» 19:00 (UTC−5) | Colombia   | 1 – 1   | Venezuela     | Estadio Metropolitano Roberto Meléndez, Barranquilla Toeschouwers: 43.953 Scheidsrechter: Omar Ponce (ECU) |
| 11 november 2011 «onderlinge duels» 19:00 (UTC−5) | Guarín 11' | Verslag | 78' Feltscher | Estadio Metropolitano Roberto Meléndez, Barranquilla Toeschouwers: 43.953 Scheidsrechter: Omar Ponce (ECU) |

|                                                   |                       |         |             | |
| 11 november 2011 «onderlinge duels» 21:00 (UTC−3) | Paraguay              | 2 – 1   | Ecuador     | Estadio Defensores del Chaco, Asunción Toeschouwers: 11.173 Scheidsrechter: Hernando Buitrago (COL) |
| 11 november 2011 «onderlinge duels» 21:00 (UTC−3) | Riveros 47' Verón 57' | Verslag | 90+2' Rojas | Estadio Defensores del Chaco, Asunción Toeschouwers: 11.173 Scheidsrechter: Hernando Buitrago (COL) |

#### Wedstrijddag 4
|                                                      |                 |         |         | |
| 15 november 2011 «onderlinge duels» 20:30 (UTC−4:30) | Venezuela       | 1 – 0   | Bolivia | Estadio Polideportivo de Pueblo Nuevo, San Cristóbal Toeschouwers: 33.351 Scheidsrechter: Georges Buckley (PER) |
| 15 november 2011 «onderlinge duels» 20:30 (UTC−4:30) | Vizcarrondo 25' | Verslag |         | Estadio Polideportivo de Pueblo Nuevo, San Cristóbal Toeschouwers: 33.351 Scheidsrechter: Georges Buckley (PER) |

|                                                   |           |         |                      | |
| 15 november 2011 «onderlinge duels» 16:00 (UTC−5) | Colombia  | 1 – 2   | Argentinië           | Estadio Metropolitano Roberto Meléndez, Barranquilla Toeschouwers: 49.600 Scheidsrechter: Salvio Fagundes (BRA) |
| 15 november 2011 «onderlinge duels» 16:00 (UTC−5) | Pabón 44' | Verslag | 60' Messi 83' Agüero | Estadio Metropolitano Roberto Meléndez, Barranquilla Toeschouwers: 49.600 Scheidsrechter: Salvio Fagundes (BRA) |

|                                                   |                        |         |      |                                                                                              |
| 15 november 2011 «onderlinge duels» 16:00 (UTC−5) | Ecuador                | 2 – 0   | Peru | Estadio Olímpico Atahualpa, Quito Toeschouwers: 34.481 Scheidsrechter: Jorge Larrionda (URU) |
| 15 november 2011 «onderlinge duels» 16:00 (UTC−5) | Méndez 69' Benítez 88' | Verslag |      | Estadio Olímpico Atahualpa, Quito Toeschouwers: 34.481 Scheidsrechter: Jorge Larrionda (URU) |

|                                                   |                          |         |          |                                                                                   |
| 15 november 2011 «onderlinge duels» 20:30 (UTC−3) | Chili                    | 2 – 0   | Paraguay | Estadio Nacional, Santiago Toeschouwers: 44.726 Scheidsrechter: Heber Lopes (BRA) |
| 15 november 2011 «onderlinge duels» 20:30 (UTC−3) | Contreras 28' Campos 86' | Verslag |          | Estadio Nacional, Santiago Toeschouwers: 44.726 Scheidsrechter: Heber Lopes (BRA) |

### Wedstrijddag 5 tot en met 10
Argentinië had in het jaar 2022 een sterke fase in deze kwalificatie, het won vier van de vijf wedstrijden, het stond bovenaan met twintig punten uit negen wedstrijden. De sterkste resultaten waren de laatsten van het jaar met een revanche op de na strafschoppen verloren wedstrijd in de Copa América tegen Uruguay: 3-0 met twee goals van Messi en één van Aguero. Op de tiende speeldag werd Chili in eigen huis verslagen dankzij doelpunten van Messi en Higuain.
Ecuador stond tweede met zeventien punten, Colombia derde met één punt achterstand maar een wedstrijd minder gespeeld. De sterkste resultaten in 2012 van Ecuador waren een 1-0 zege op Colombia door een doelpunt van Cristian Benítez en een 3-1 zege op Chili. Na de nederlaag tegen Ecuador herstelde Colombia, dat zich sinds 1998 niet meer plaatste van het WK zich met zeges op ploegen, die wel deelnamen aan het vorige WK: 4-0 tegen Uruguay, 1-3 in en tegen Chili en 3-1 tegen Paraguay. Colombia had voor de eerste keer sinds de jaren negentig (de periode Carlos Valderrama) weer een sterke generatie met de veel scorende spits Falcao en James Rodríguez, beiden van FC Porto. 
De opkomst van Colombia en Ecuador stond in schril contrast tot de matige resultaten van Uruguay en Chili in deze fase van de cyclus. De Zuid-Amerikaanse kampioen haalde één punt uit de laatste vier wedstrijden, na de dikke nederlagen tegen Argentinië en Colombia werd er ook fors verloren in Bolivia, op grote hoogte was Uruguay kansloos tegen Bolivia: 4-1. Chili verloor drie keer achter elkaar, de Chileense coach werd ontslagen, Jorge Sampaoli volgde hem op. Beide landen stonden samen met Venezuela op een gedeelde vierde plaats met twaalf punten. Nog zorgelijker was de positie van Paraguay, het land had zich vanaf 1998 steeds geplaatst voor het WK, maar stond nu laatste met slechts zeven punten. Tijdens de cyclus zou het drie coaches versleten, maar de laatste plaats werd niet voorkomen. 

#### Wedstrijddag 5
|                                              |            |         |            |                                                                                         |
| 2 juni 2012 «onderlinge duels» 15:30 (UTC−3) | Uruguay    | 1 – 1   | Venezuela  | Estadio Centenario, Montevideo Toeschouwers: 57.000 Scheidsrechter: Antonio Arias (PAR) |
| 2 juni 2012 «onderlinge duels» 15:30 (UTC−3) | Forlán 38' | Verslag | 84' Rondón | Estadio Centenario, Montevideo Toeschouwers: 57.000 Scheidsrechter: Antonio Arias (PAR) |

|                                              |               |         |                          |                                                                                            |
| 2 juni 2012 «onderlinge duels» 16:10 (UTC−4) | Bolivia       | 0 – 2   | Chili                    | Estadio Hernando Siles, La Paz Toeschouwers: 34.389 Scheidsrechter: Alfredo Intriago (ECO) |
| 2 juni 2012 «onderlinge duels» 16:10 (UTC−4) | Gutiérrez 53' | Verslag | 45+2' Aránguiz 83' Vidal | Estadio Hernando Siles, La Paz Toeschouwers: 34.389 Scheidsrechter: Alfredo Intriago (ECO) |

|                                              |                                               |         |         |                                                                                           |
| 2 juni 2012 «onderlinge duels» 19:30 (UTC−3) | Argentinië                                    | 4 – 0   | Ecuador | Estadio Monumental, Buenos Aires Toeschouwers: 50.000 Scheidsrechter: Victor Rivera (ECU) |
| 2 juni 2012 «onderlinge duels» 19:30 (UTC−3) | Agüero 19' Higuaín 29' Messi 31' Di María 76' | Verslag |         | Estadio Monumental, Buenos Aires Toeschouwers: 50.000 Scheidsrechter: Victor Rivera (ECU) |

|                                              |      |         |               |                                                                                 |
| 3 juni 2012 «onderlinge duels» 17:00 (UTC−5) | Peru | 0 – 1   | Colombia      | Estadio Nacional, Lima Toeschouwers: 35.724 Scheidsrechter: Néstor Pitana (ARG) |
| 3 juni 2012 «onderlinge duels» 17:00 (UTC−5) |      | Verslag | 51' Rodríguez | Estadio Nacional, Lima Toeschouwers: 35.724 Scheidsrechter: Néstor Pitana (ARG) |

#### Wedstrijddag 6
|                                              |                          |         |             |                                                                                           |
| 9 juni 2012 «onderlinge duels» 16:00 (UTC−4) | Bolivia                  | 3 – 1   | Paraguay    | Estadio Hernando Siles, La Paz Toeschouwers: 17.320 Scheidsrechter: Roberto Silvera (URU) |
| 9 juni 2012 «onderlinge duels» 16:00 (UTC−4) | Peña 9' Escobar 69', 80' | Verslag | 81' Riveros | Estadio Hernando Siles, La Paz Toeschouwers: 17.320 Scheidsrechter: Roberto Silvera (URU) |

|                                                 |           |         |                              | |
| 9 juni 2012 «onderlinge duels» 18:05 (UTC−4:30) | Venezuela | 0 – 2   | Chili                        | Estadio José Antonio Anzoátegui, Puerto La Cruz Toeschouwers: 35.000 Scheidsrechter: Hernando Buitrago (COL) |
| 9 juni 2012 «onderlinge duels» 18:05 (UTC−4:30) |           | Verslag | 85' Fernández 90+1' Aránguiz | Estadio José Antonio Anzoátegui, Puerto La Cruz Toeschouwers: 35.000 Scheidsrechter: Hernando Buitrago (COL) |

|                                               |                                                   |         |                               |                                                                                         |
| 10 juni 2012 «onderlinge duels» 15:30 (UTC−3) | Uruguay                                           | 4 – 2   | Peru                          | Estadio Centenario, Montevideo Toeschouwers: 55.000 Scheidsrechter: Leandro Pedro (BRA) |
| 10 juni 2012 «onderlinge duels» 15:30 (UTC−3) | Suárez 15' Pereira 29' Rodríguez 62' Eguren 90+3' | Verslag | 40' (e.d.) Godín 47' Guerrero | Estadio Centenario, Montevideo Toeschouwers: 55.000 Scheidsrechter: Leandro Pedro (BRA) |

|                                               |                       |         |          |                                                                                            |
| 10 juni 2012 «onderlinge duels» 16:00 (UTC−5) | Ecuador               | 1 – 0   | Colombia | Estadio Olímpico Atahualpa, Quito Toeschouwers: 37.353 Scheidsrechter: Wilson Seneme (BRA) |
| 10 juni 2012 «onderlinge duels» 16:00 (UTC−5) | Benítez 53' Noboa 86' | Verslag |          | Estadio Olímpico Atahualpa, Quito Toeschouwers: 37.353 Scheidsrechter: Wilson Seneme (BRA) |

#### Wedstrijddag 7
|                                                   |                                           |         |         | |
| 7 september 2012 «onderlinge duels» 15:30 (UTC−5) | Colombia                                  | 4 – 0   | Uruguay | Estadio Metropolitano Roberto Meléndez, Barranquilla Toeschouwers: 45.000 Scheidsrechter: Heber Lopes (BRA) |
| 7 september 2012 «onderlinge duels» 15:30 (UTC−5) | Falcao 2' Gutiérrez 47', 52' Zúñiga 90+1' | Verslag |         | Estadio Metropolitano Roberto Meléndez, Barranquilla Toeschouwers: 45.000 Scheidsrechter: Heber Lopes (BRA) |

|                                                   |                    |         |         |                                                                                        |
| 7 september 2012 «onderlinge duels» 16:00 (UTC−5) | Ecuador            | 1 – 0   | Bolivia | Estadio Olímpico Atahualpa, Quito Toeschouwers: 32.213 Scheidsrechter: Juan Soto (VEN) |
| 7 september 2012 «onderlinge duels» 16:00 (UTC−5) | Caicedo 74' (pen.) | Verslag |         | Estadio Olímpico Atahualpa, Quito Toeschouwers: 32.213 Scheidsrechter: Juan Soto (VEN) |

|                                                   |                                   |         |                   |                                                                                                |
| 8 september 2012 «onderlinge duels» 20:10 (UTC−3) | Argentinië                        | 3 – 1   | Paraguay          | Estadio Mario Alberto Kempes, Córdoba Toeschouwers: 51.000 Scheidsrechter: Wilson Seneme (BRA) |
| 8 september 2012 «onderlinge duels» 20:10 (UTC−3) | Di María 2' Higuaín 31' Messi 63' | Verslag | 17' (pen.) Fabbro | Estadio Mario Alberto Kempes, Córdoba Toeschouwers: 51.000 Scheidsrechter: Wilson Seneme (BRA) |

|                                                   |                 |         |                             |                                                                                            |
| 7 september 2012 «onderlinge duels» 20:25 (UTC−5) | Peru            | 2 – 1   | Venezuela                   | Estadio Nacional, Lima Toeschouwers: 34.703 Scheidsrechter: Martín Vázquez Borquetas (URU) |
| 7 september 2012 «onderlinge duels» 20:25 (UTC−5) | Farfán 47', 59' | Verslag | 43' Arango 31', 67' Cichero | Estadio Nacional, Lima Toeschouwers: 34.703 Scheidsrechter: Martín Vázquez Borquetas (URU) |

#### Wedstrijddag 8
|                                                    |               |         |                                        | |
| 11 september 2012 «onderlinge duels» 16:30 (UTC−3) | Chili         | 1 – 3   | Colombia                               | Estadio Monumental David Arellano, Santiago (Chili) Toeschouwers: 38.000 Scheidsrechter: Víctor Carrillo (PER) |
| 11 september 2012 «onderlinge duels» 16:30 (UTC−3) | Fernández 41' | Verslag | 58' Rodríguez 73' Falcao 76' Gutiérrez | Estadio Monumental David Arellano, Santiago (Chili) Toeschouwers: 38.000 Scheidsrechter: Víctor Carrillo (PER) |

|                                                    |            |         |                                |                                                                                           |
| 11 september 2012 «onderlinge duels» 18:30 (UTC−3) | Uruguay    | 1 – 1   | Ecuador                        | Estadio Centenario, Montevideo Toeschouwers: 38.000 Scheidsrechter: Carlos Amarilla (PAR) |
| 11 september 2012 «onderlinge duels» 18:30 (UTC−3) | Cavani 67' | Verslag | 8' Caicedo 75', 90+3' Valencia | Estadio Centenario, Montevideo Toeschouwers: 38.000 Scheidsrechter: Carlos Amarilla (PAR) |

|                                                    |          |         |                 |                                                                                                 |
| 11 september 2012 «onderlinge duels» 19:25 (UTC−4) | Paraguay | 0 – 2   | Venezuela       | Estadio Defensores del Chaco, Asunción Toeschouwers: 13.680 Scheidsrechter: Enrique Osses (CHI) |
| 11 september 2012 «onderlinge duels» 19:25 (UTC−4) |          | Verslag | 45', 68' Rondón | Estadio Defensores del Chaco, Asunción Toeschouwers: 13.680 Scheidsrechter: Enrique Osses (CHI) |

|                                                    |              |         |             |                                                                                 |
| 11 september 2012 «onderlinge duels» 20:25 (UTC−5) | Peru         | 1 – 1   | Argentinië  | Estadio Nacional, Lima Toeschouwers: 34.111 Scheidsrechter: Wilmar Roldán (COL) |
| 11 september 2012 «onderlinge duels» 20:25 (UTC−5) | Zambrano 22' | Verslag | 38' Higuaín | Estadio Nacional, Lima Toeschouwers: 34.111 Scheidsrechter: Wilmar Roldán (COL) |

#### Wedstrijddag 9
|                                                  |                                        |         |                    |                                                                                          |
| 12 oktober 2012 «onderlinge duels» 16:00 (UTC−4) | Ecuador                                | 3 – 1   | Chili              | Estadio Olímpico Atahualpa, Quito Toeschouwers: 32.600 Scheidsrechter: Héber Lopes (BRA) |
| 12 oktober 2012 «onderlinge duels» 16:00 (UTC−4) | Caicedo 33', 56' (pen.) Castillo 90+2' | Verslag | 25' (e.d.) Paredes | Estadio Olímpico Atahualpa, Quito Toeschouwers: 32.600 Scheidsrechter: Héber Lopes (BRA) |

|                                                  |                 |         |          | |
| 12 oktober 2012 «onderlinge duels» 15:30 (UTC−5) | Colombia        | 2 – 0   | Paraguay | Estadio Metropolitano Roberto Meléndez, Barranquilla Toeschouwers: 45.000 Scheidsrechter: Sergio Pezzotta (ARG) |
| 12 oktober 2012 «onderlinge duels» 15:30 (UTC−5) | Falcao 52', 89' | Verslag |          | Estadio Metropolitano Roberto Meléndez, Barranquilla Toeschouwers: 45.000 Scheidsrechter: Sergio Pezzotta (ARG) |

|                                                  |               |         |            |                                                                                       |
| 12 oktober 2012 «onderlinge duels» 16:00 (UTC−4) | Bolivia       | 1 – 1   | Peru       | Estadio Hernando Siles, La Paz Toeschouwers: 36.500 Scheidsrechter: Carlos Vera (ECU) |
| 12 oktober 2012 «onderlinge duels» 16:00 (UTC−4) | Chumacero 51' | Verslag | 21' Mariño | Estadio Hernando Siles, La Paz Toeschouwers: 36.500 Scheidsrechter: Carlos Vera (ECU) |

|                                                  |                           |         |         |                                                                                                |
| 12 oktober 2012 «onderlinge duels» 21:00 (UTC−3) | Argentinië                | 3 – 0   | Uruguay | Estadio Malvinas Argentinas, Mendoza Toeschouwers: 31.997 Scheidsrechter: Leandro Vuaden (BRA) |
| 12 oktober 2012 «onderlinge duels» 21:00 (UTC−3) | Messi 65', 79' Agüero 74' | Verslag |         | Estadio Malvinas Argentinas, Mendoza Toeschouwers: 31.997 Scheidsrechter: Leandro Vuaden (BRA) |

#### Wedstrijddag 10
|                                                  |                                 |         |            |                                                                                              |
| 16 oktober 2012 «onderlinge duels» 16:00 (UTC−4) | Bolivia                         | 4 – 1   | Uruguay    | Estadio Hernando Siles, La Paz Toeschouwers: 25.402 Scheidsrechter: Víctor Hugo Rivera (PER) |
| 16 oktober 2012 «onderlinge duels» 16:00 (UTC−4) | Saucedo 5', 50', 54' Mojica 26' | Verslag | 80' Suárez | Estadio Hernando Siles, La Paz Toeschouwers: 25.402 Scheidsrechter: Víctor Hugo Rivera (PER) |

|                                                  |                 |         |                       |                                                                                     |
| 16 oktober 2012 «onderlinge duels» 21:05 (UTC−3) | Chili           | 1 – 2   | Argentinië            | Estadio Nacional, Santiago Toeschouwers: 45.000 Scheidsrechter: Antonio Arias (PAR) |
| 16 oktober 2012 «onderlinge duels» 21:05 (UTC−3) | Gutiérrez 90+1' | Verslag | 28' Messi 31' Higuaín | Estadio Nacional, Santiago Toeschouwers: 45.000 Scheidsrechter: Antonio Arias (PAR) |

|                                                  |             |         |      |                                                                                                |
| 16 oktober 2012 «onderlinge duels» 19:00 (UTC−3) | Paraguay    | 1 – 0   | Peru | Estadio Defensores del Chaco, Asunción Toeschouwers: 10.114 Scheidsrechter: Pablo Lunati (ARG) |
| 16 oktober 2012 «onderlinge duels» 19:00 (UTC−3) | Aguilar 52' | Verslag |      | Estadio Defensores del Chaco, Asunción Toeschouwers: 10.114 Scheidsrechter: Pablo Lunati (ARG) |

|                                                     |           |         |              | |
| 16 oktober 2012 «onderlinge duels» 17:30 (UTC−4:30) | Venezuela | 1 – 1   | Ecuador      | Estadio José Antonio Anzoátegui, Puerto La Cruz Toeschouwers: 35.076 Scheidsrechter: Néstor Pitana (ARG) |
| 16 oktober 2012 «onderlinge duels» 17:30 (UTC−4:30) | Arango 5' | Verslag | 23' Castillo | Estadio José Antonio Anzoátegui, Puerto La Cruz Toeschouwers: 35.076 Scheidsrechter: Néstor Pitana (ARG) |

### Wedstrijddag 11 tot en met 14
De start van Sampaoli bij Chili was nog vals met een nederlaag tegen Peru, maar met drie overwinningen op rij werd de weg naar boven weer gevonden, belangrijk vooral was de 2-0 overwinning op directe concurrent Uruguay. Luis Suarez misdroeg zich weer eens en gaf een vuistslag aan zijn tegenstander tijdens het nemen van een hoekschop. Chili vond nu aansluiting met de koplopers, Argentinië bleef koploper met 26 punten en drie punten voorsprong maar een wedstrijd meer gespeeld dan Colombia, Ecuador en Chili volgden met 21 punten. De directe confrontatie tussen Argentinië en Colombia eindigde in een doelpuntloos gelijkspel, Messi viel slechts in vanwege een slepende liesblessure. In de strijd om de vijfde plaats vond Uruguay weer aansluiting door te winnen van concurrent Venezuela, Cavani scoorde het winnende doelpunt. Beide landen hadden nu zestien punten, Peru was ook kansrijk met veertien punten.

#### Wedstrijddag 11
|                                                     |                                                             |         |         | |
| 22 maart 2013 «onderlinge duels» 15:00 (UTC−5)15:00 | Colombia                                                    | 5 – 0   | Bolivia | Estadio Metropolitano Roberto Meléndez, Barranquilla Toeschouwers: 40.478 Scheidsrechter: Carlos Vera (ECU) |
| 22 maart 2013 «onderlinge duels» 15:00 (UTC−5)15:00 | Torres 20' Valdés 49' Gutiérrez 62' Falcao 86' Armero 90+2' | Verslag |         | Estadio Metropolitano Roberto Meléndez, Barranquilla Toeschouwers: 40.478 Scheidsrechter: Carlos Vera (ECU) |

|                                                |            |         |       |                                                                              |
| 22 maart 2013 «onderlinge duels» 21:10 (UTC−5) | Peru       | 1 – 0   | Chili | Estadio Nacional, Lima Toeschouwers: 43.000 Scheidsrechter: Diego Abal (ARG) |
| 22 maart 2013 «onderlinge duels» 21:10 (UTC−5) | Farfán 87' | Verslag |       | Estadio Nacional, Lima Toeschouwers: 43.000 Scheidsrechter: Diego Abal (ARG) |

|                                                |            |         |             |                                                                                         |
| 22 maart 2013 «onderlinge duels» 19:00 (UTC−3) | Uruguay    | 1 – 1   | Paraguay    | Estadio Centenario, Montevideo Toeschouwers: 32.000 Scheidsrechter: Wilmar Roldán (COL) |
| 22 maart 2013 «onderlinge duels» 19:00 (UTC−3) | Suárez 81' | Verslag | 85' Benítez | Estadio Centenario, Montevideo Toeschouwers: 32.000 Scheidsrechter: Wilmar Roldán (COL) |

|                                                |                                   |         |           |                                                                                             |
| 22 maart 2013 «onderlinge duels» 21:00 (UTC−3) | Argentinië                        | 3 – 0   | Venezuela | Estadio Monumental, Buenos Aires Toeschouwers: 40.000 Scheidsrechter: Víctor Carrillo (PER) |
| 22 maart 2013 «onderlinge duels» 21:00 (UTC−3) | Higuaín 29', 59' Messi 43' (pen.) | Verslag |           | Estadio Monumental, Buenos Aires Toeschouwers: 40.000 Scheidsrechter: Víctor Carrillo (PER) |

#### Wedstrijddag 12
|                                                |            |         |            |                                                                                         |
| 26 maart 2013 «onderlinge duels» 16:00 (UTC−4) | Bolivia    | 1 – 1   | Argentinië | Estadio Hernando Siles, La Paz Toeschouwers: 35.000 Scheidsrechter: Enrique Osses (CHI) |
| 26 maart 2013 «onderlinge duels» 16:00 (UTC−4) | Moreno 25' | Verslag | 44' Banega | Estadio Hernando Siles, La Paz Toeschouwers: 35.000 Scheidsrechter: Enrique Osses (CHI) |

|                                                |                                          |         |               |                                                                                           |
| 26 maart 2013 «onderlinge duels» 16:00 (UTC−5) | Ecuador                                  | 4 – 1   | Paraguay      | Estadio Olímpico Atahualpa, Quito Toeschouwers: 33.048 Scheidsrechter: Sandro Ricci (ARG) |
| 26 maart 2013 «onderlinge duels» 16:00 (UTC−5) | Caicedo 37' Montero 49', 74' Benítez 54' | Verslag | 15' Caballero | Estadio Olímpico Atahualpa, Quito Toeschouwers: 33.048 Scheidsrechter: Sandro Ricci (ARG) |

|                                                |                        |         |         |                                                                                     |
| 26 maart 2013 «onderlinge duels» 20:30 (UTC−3) | Chili                  | 2 – 0   | Uruguay | Estadio Nacional, Santiago Toeschouwers: 43.816 Scheidsrechter: Néstor Pitana (ARG) |
| 26 maart 2013 «onderlinge duels» 20:30 (UTC−3) | Paredes 10' Vargas 77' | Verslag |         | Estadio Nacional, Santiago Toeschouwers: 43.816 Scheidsrechter: Néstor Pitana (ARG) |

|                                                   |            |         |          | |
| 26 maart 2013 «onderlinge duels» 19:30 (UTC−4:30) | Venezuela  | 1 – 0   | Colombia | Estadio Polideportivo Cachamay, Ciudad Guayana Toeschouwers: 41.250 Scheidsrechter: Antonio Arias (PAR) |
| 26 maart 2013 «onderlinge duels» 19:30 (UTC−4:30) | Rondón 14' | Verslag |          | Estadio Polideportivo Cachamay, Ciudad Guayana Toeschouwers: 41.250 Scheidsrechter: Antonio Arias (PAR) |

#### Wedstrijddag 13
|                                              |                |         |                      |                                                                                                 |
| 7 juni 2013 «onderlinge duels» 20:10 (UTC−4) | Paraguay       | 1 – 2   | Chili                | Estadio Defensores del Chaco, Asunción Toeschouwers: 30.000 Scheidsrechter: Leandro Pedro (BRA) |
| 7 juni 2013 «onderlinge duels» 20:10 (UTC−4) | Santa Cruz 87' | Verslag | 41' Vargas 56' Vidal | Estadio Defensores del Chaco, Asunción Toeschouwers: 30.000 Scheidsrechter: Leandro Pedro (BRA) |

|                                              |             |         |         |                                                                                   |
| 7 juni 2013 «onderlinge duels» 21:10 (UTC−5) | Peru        | 1 – 0   | Ecuador | Estadio Nacional, Lima Toeschouwers: 37.000 Scheidsrechter: Marcelo de Lima (BRA) |
| 7 juni 2013 «onderlinge duels» 21:10 (UTC−5) | Pizarro 11' | Verslag |         | Estadio Nacional, Lima Toeschouwers: 37.000 Scheidsrechter: Marcelo de Lima (BRA) |

|                                              |            |       |          |                                                                                              |
| 7 juni 2013 «onderlinge duels» 19:05 (UTC−3) | Argentinië | 0 – 0 | Colombia | Estadio Monumental, Buenos Aires Toeschouwers: 44.807 Scheidsrechter: Marlon Escalante (VEN) |
| 7 juni 2013 «onderlinge duels» 19:05 (UTC−3) | Verslag    |       |          | Estadio Monumental, Buenos Aires Toeschouwers: 44.807 Scheidsrechter: Marlon Escalante (VEN) |

|                                              |            |         |            |                                                                                            |
| 7 juni 2013 «onderlinge duels» 16:00 (UTC−4) | Bolivia    | 1 – 1   | Venezuela  | Estadio Hernando Siles, La Paz Toeschouwers: 10.155 Scheidsrechter: Patricio Loustau (ARG) |
| 7 juni 2013 «onderlinge duels» 16:00 (UTC−4) | Campos 86' | Verslag | 58' Arango | Estadio Hernando Siles, La Paz Toeschouwers: 10.155 Scheidsrechter: Patricio Loustau (ARG) |

#### Wedstrijddag 14
|                                               |              |         |            |                                                                                              |
| 11 juni 2013 «onderlinge duels» 16:00 (UTC−5) | Ecuador      | 1 – 1   | Argentinië | Estadio Olímpico Atahualpa, Quito Toeschouwers: 35.000 Scheidsrechter: Enrique Caceres (PAR) |
| 11 juni 2013 «onderlinge duels» 16:00 (UTC−5) | Castillo 17' | Verslag | 4' Agüero  | Estadio Olímpico Atahualpa, Quito Toeschouwers: 35.000 Scheidsrechter: Enrique Caceres (PAR) |

|                                                  |           |         |            | |
| 11 juni 2013 «onderlinge duels» 19:30 (UTC−4:30) | Venezuela | 0 – 1   | Uruguay    | Estadio Polideportivo Cachamay, Puerto Ordaz Toeschouwers: 36.297 Scheidsrechter: Paulo de Oliveira (BRA) |
| 11 juni 2013 «onderlinge duels» 19:30 (UTC−4:30) |           | Verslag | 28' Cavani | Estadio Polideportivo Cachamay, Puerto Ordaz Toeschouwers: 36.297 Scheidsrechter: Paulo de Oliveira (BRA) |

|                                               |                                  |         |            |                                                                                     |
| 11 juni 2013 «onderlinge duels» 20:30 (UTC−4) | Chili                            | 3 – 1   | Bolivia    | Estadio Nacional, Santiago Toeschouwers: 45.000 Scheidsrechter: Darío Ubríaco (URU) |
| 11 juni 2013 «onderlinge duels» 20:30 (UTC−4) | Vargas 16' Sánchez 18' Vidal 90' | Verslag | 31' Moreno | Estadio Nacional, Santiago Toeschouwers: 45.000 Scheidsrechter: Darío Ubríaco (URU) |

|                                               |                          |         |      | |
| 11 juni 2013 «onderlinge duels» 15:30 (UTC−5) | Colombia                 | 2 – 0   | Peru | Estadio Metropolitano Roberto Meléndez, Barranquilla Toeschouwers: 42.265 Scheidsrechter: Sandro Ricci (BRA) |
| 11 juni 2013 «onderlinge duels» 15:30 (UTC−5) | Falcao 12' Gutiérrez 45' | Verslag |      | Estadio Metropolitano Roberto Meléndez, Barranquilla Toeschouwers: 42.265 Scheidsrechter: Sandro Ricci (BRA) |

### Wedstrijddag 15 t/m 16
Argentinië plaatste zich voor het WK na een 2-5 overwinning op Paraguay, Messi scoorde twee keer uit een strafschop. Ondanks de grote overwinning was er het besef dat er nog veel te verbeteren was een om eindelijk weer een goed WK te spelen. Colombia kon zich ook plaatsen, maar een 2-0 nederlaag tegen Uruguay zorgde voor uitstel.
Ecuador verloor zijn spits Cristian Benítez, hij overleed aan een blindedarm ontsteking. Het rugnummer 11, wat Benitez droeg is tot op de dag van vandaag beladen. Zonder zijn sterspeler dreigde Ecuador zijn plaats voor het WK te verliezen, het verloor met 1-0 van Colombia en speelde met 1-1 gelijk tegen Bolivia. Met nog twee speeldagen te gaan stond Colombia tweede met 26 punten, Chili derde met 24 punten, Ecuador en Uruguay hadden 22 punten, Venezuela was nog kansrijk voor de Play-Off plaats met drie punten achterstand op Uruguay.

#### Wedstrijddag 15
|                                                   |                                               |         |         |                                                                                                   |
| 6 september 2013 «onderlinge duels» 18:30 (UTC−4) | Paraguay                                      | 4 – 0   | Bolivia | Estadio Defensores del Chaco, Asunción Toeschouwers: 20.000 Scheidsrechter: Víctor Carrillo (PER) |
| 6 september 2013 «onderlinge duels» 18:30 (UTC−4) | Fabbro 16' Santa Cruz 47' Ortiz 80' Gómez 84' | Verslag |         | Estadio Defensores del Chaco, Asunción Toeschouwers: 20.000 Scheidsrechter: Víctor Carrillo (PER) |

|                                                   |               |         |         | |
| 6 september 2013 «onderlinge duels» 17:00 (UTC−5) | Colombia      | 1 – 0   | Ecuador | Estadio Metropolitano Roberto Meléndez, Barranquilla Toeschouwers: 46.000 Scheidsrechter: Heber Lopes (BRA) |
| 6 september 2013 «onderlinge duels» 17:00 (UTC−5) | Rodríguez 31' | Verslag |         | Estadio Metropolitano Roberto Meléndez, Barranquilla Toeschouwers: 46.000 Scheidsrechter: Heber Lopes (BRA) |

|                                                   |            |         |                        |                                                                                    |
| 6 september 2013 «onderlinge duels» 21:30 (UTC−5) | Peru       | 1 – 2   | Uruguay                | Estadio Nacional, Lima Toeschouwers: 39.222 Scheidsrechter: Patricio Loustau (BRA) |
| 6 september 2013 «onderlinge duels» 21:30 (UTC−5) | Farfán 84' | Verslag | 43' (pen.), 67' Suárez | Estadio Nacional, Lima Toeschouwers: 39.222 Scheidsrechter: Patricio Loustau (BRA) |

|                                                   |                                   |         |           |                                                                                    |
| 6 september 2013 «onderlinge duels» 20:30 (UTC−4) | Chili                             | 3 – 0   | Venezuela | Estadio Nacional, Santiago Toeschouwers: 46.500 Scheidsrechter: Sandro Ricci (BRA) |
| 6 september 2013 «onderlinge duels» 20:30 (UTC−4) | Vargas 11' González 30' Vidal 84' | Verslag |           | Estadio Nacional, Santiago Toeschouwers: 46.500 Scheidsrechter: Sandro Ricci (BRA) |

#### Wedstrijddag 16
|                                                    |                          |         |                                                                    |                                                                                                 |
| 10 september 2013 «onderlinge duels» 21:40 (UTC−4) | Paraguay                 | 2 – 5   | Argentinië                                                         | Estadio Defensores del Chaco, Asunción Toeschouwers: 27.000 Scheidsrechter: Enrique Osses (CHI) |
| 10 september 2013 «onderlinge duels» 21:40 (UTC−4) | Núñez 18' Santa Cruz 86' | Verslag | 12' (pen.), 52' (pen.) Messi 32' Agüero 50' Di María 90' Rodríguez | Estadio Defensores del Chaco, Asunción Toeschouwers: 27.000 Scheidsrechter: Enrique Osses (CHI) |

|                                                    |             |         |                    |                                                                                             |
| 10 september 2013 «onderlinge duels» 16:00 (UTC−4) | Bolivia     | 1 – 1   | Ecuador            | Estadio Hernando Siles, La Paz Toeschouwers: 12.043 Scheidsrechter: Paulo de Oliveira (BRA) |
| 10 september 2013 «onderlinge duels» 16:00 (UTC−4) | Iriondo 47' | Verslag | 58' (pen.) Caicedo | Estadio Hernando Siles, La Paz Toeschouwers: 12.043 Scheidsrechter: Paulo de Oliveira (BRA) |

|                                                       |                                          |         |                          | |
| 10 september 2013 «onderlinge duels» 19:25 (UTC−4:30) | Venezuela                                | 3 – 2   | Peru                     | Estadio José Antonio Anzoátegui, Puerto La Cruz Toeschouwers: 20.049 Scheidsrechter: Néstor Pitana (ARG) |
| 10 september 2013 «onderlinge duels» 19:25 (UTC−4:30) | Rondón 36' González 32' (pen.) Otero 77' | Verslag | 20' Hurtado 89' Zambrano | Estadio José Antonio Anzoátegui, Puerto La Cruz Toeschouwers: 20.049 Scheidsrechter: Néstor Pitana (ARG) |

|                                                    |                       |         |          |                                                                                         |
| 10 september 2013 «onderlinge duels» 19:00 (UTC−3) | Uruguay               | 2 – 0   | Colombia | Estadio Centenario, Montevideo Toeschouwers: 51.000 Scheidsrechter: Antonio Arias (PAR) |
| 10 september 2013 «onderlinge duels» 19:00 (UTC−3) | Cavani 77' Stuani 80' | Verslag |          | Estadio Centenario, Montevideo Toeschouwers: 51.000 Scheidsrechter: Antonio Arias (PAR) |

### Wedstrijddag 17
Colombia had nog één punt nodig om zich te plaatsen voor het WK, maar kwam na een half uur met 0-3 achter tegen Chili, dat na een overwinning geplaatst zou zijn, Alexis Sánchez scoorde twee doelpunten. Na 66 minuten werd de Chileen Carlos Carmona uit het veld gestuurd en kantelde de wedstrijd. Na de tegentreffer van Teófilo Gutiérrez scoorde Falcao twee keer uit een strafschop en was kwalificatie voor de Colombianen veilig gesteld, het plaatste zich voor de eerste keer sinds 1998.
De andere, belangrijke wedstrijd was Ecuador tegen Uruguay, beide landen stonden op de gedeelde vierde plaats. Ecuador won met 1-0 door een doelpunt van Jefferson Montero en had nu voor de laatste speeldag een voorsprong van drie punten en een veel beter doelsaldo dan Uruguay (zes doelpunten verschil). Het kwam op gelijke hoogte met Chili, beide landen zouden tegen elkaar spelen en zouden beiden aan een gelijkspel genoeg hebben en een salonremise lag voor de hand. Venezuela kwam niet verder dan een 1-1 gelijkspel tegen Paraguay en was uitgeschakeld.
|                                                  |                                             |         |                                                    | |
| 11 oktober 2013 «onderlinge duels» 16:00 (UTC−5) | Colombia                                    | 3 – 3   | Chili                                              | Estadio Metropolitano Roberto Meléndez, Barranquilla Toeschouwers: 40.388 Scheidsrechter: Paulo de Oliveira (BRA) |
| 11 oktober 2013 «onderlinge duels» 16:00 (UTC−5) | Gutiérrez 69' Falcao 75' (pen.), 84' (pen.) | Verslag | 19' (pen.) Vidal 22', 29' Sánchez 65', 66' Carmona | Estadio Metropolitano Roberto Meléndez, Barranquilla Toeschouwers: 40.388 Scheidsrechter: Paulo de Oliveira (BRA) |

|                                                     |            |         |             | |
| 11 oktober 2013 «onderlinge duels» 16:30 (UTC−4:30) | Venezuela  | 1 – 1   | Paraguay    | Estadio Polideportivo de Pueblo Nuevo, San Cristobal Toeschouwers: 27.277 Scheidsrechter: Víctor Carrillo (PER) |
| 11 oktober 2013 «onderlinge duels» 16:30 (UTC−4:30) | Seijas 83' | Verslag | 28' Benítez | Estadio Polideportivo de Pueblo Nuevo, San Cristobal Toeschouwers: 27.277 Scheidsrechter: Víctor Carrillo (PER) |

|                                                  |                              |         |             |                                                                                         |
| 11 oktober 2013 «onderlinge duels» 20:00 (UTC−3) | Argentinië                   | 3 – 1   | Peru        | Estadio Monumental, Buenos Aires Toeschouwers: 28.977 Scheidsrechter: Carlos Vera (ECU) |
| 11 oktober 2013 «onderlinge duels» 20:00 (UTC−3) | Lavezzi 23', 35' Palacio 23' | Verslag | 21' Pizarro | Estadio Monumental, Buenos Aires Toeschouwers: 28.977 Scheidsrechter: Carlos Vera (ECU) |

|                                                  |             |         |         |                                                                                           |
| 11 oktober 2013 «onderlinge duels» 16:00 (UTC−5) | Ecuador     | 1 – 0   | Uruguay | Estadio Olímpico Atahualpa, Quito Toeschouwers: 32.996 Scheidsrechter: Sandro Ricci (BRA) |
| 11 oktober 2013 «onderlinge duels» 16:00 (UTC−5) | Montero 30' | Verslag |         | Estadio Olímpico Atahualpa, Quito Toeschouwers: 32.996 Scheidsrechter: Sandro Ricci (BRA) |

### Wedstrijddag 18
Een salonremise werd het niet, maar doordat Ecuador met kleine cijfers (2-1) verloor van Chili had Uruguay een monsterzege tegen Argentinië nodig om zich rechtstreeks te plaatsen. In een spannende wedstrijd werd het 3-2 voor Uruguay, maar het verschil in doelsaldo (vier doelpunten) ten opzichte van Ecuador was niet te dichten. Voor de vierde achtereenvolgende keer moest Uruguay Play-Offs wedstrijden spelen om zich te plaatsen voor het WK, tegenstander was Jordanië.
|                                                  |          |         |                                |                                                                                             |
| 15 oktober 2013 «onderlinge duels» 20:30 (UTC−3) | Paraguay | 1 – 2   | Colombia                       | Estadio Defensores del Chaco, Asunción Toeschouwers: 7.142 Scheidsrechter: Diego Abal (ARG) |
| 15 oktober 2013 «onderlinge duels» 20:30 (UTC−3) | Rojas 6' | Verslag | 38', 55' Yepes 27', 31' Guarín | Estadio Defensores del Chaco, Asunción Toeschouwers: 7.142 Scheidsrechter: Diego Abal (ARG) |

|                                                  |                       |         |            |                                                                                     |
| 15 oktober 2013 «onderlinge duels» 20:30 (UTC−3) | Chili                 | 2 – 1   | Ecuador    | Estadio Nacional, Santiago Toeschouwers: 47.458 Scheidsrechter: Leandro Pedro (BRA) |
| 15 oktober 2013 «onderlinge duels» 20:30 (UTC−3) | Sánchez 35' Medel 38' | Verslag | 66'Caicedo | Estadio Nacional, Santiago Toeschouwers: 47.458 Scheidsrechter: Leandro Pedro (BRA) |

|                                                  |                                           |         |                    |                                                                                           |
| 15 oktober 2013 «onderlinge duels» 21:30 (UTC−2) | Uruguay                                   | 3 – 2   | Argentinië         | Estadio Centenario, Montevideo Toeschouwers: 55.000 Scheidsrechter: Marcelo De Lima (BRA) |
| 15 oktober 2013 «onderlinge duels» 21:30 (UTC−2) | Rodríguez 5' Suárez 34' (pen.) Cavani 50' | Verslag | 15', 41' Rodríguez | Estadio Centenario, Montevideo Toeschouwers: 55.000 Scheidsrechter: Marcelo De Lima (BRA) |

|                                                  |           |         |               |                                                                              |
| 15 oktober 2013 «onderlinge duels» 21:15 (UTC−5) | Peru      | 1 – 1   | Bolivia       | Estadio Nacional, Lima Toeschouwers: 0 Scheidsrechter: Enrique Caceres (PAR) |
| 15 oktober 2013 «onderlinge duels» 21:15 (UTC−5) | Yotún 19' | Verslag | 45+2'Bejarano | Estadio Nacional, Lima Toeschouwers: 0 Scheidsrechter: Enrique Caceres (PAR) |

## Intercontinentale play-off
Uruguay liet in de uitwedstrijd tegen Jordanië duidelijk merken wie de favoriet was en won in Amman met 0-5. De reurn was een formaliteit en eindigde in een doelpuntloos gelijkspel, desondanks was de vreugde van de tweevoudige wereldkampioen na een moeizame kwalificatie groot.
|                                                   |          |         |                                                               |                                                                                                 |
| 13 november 2013 «onderlinge duels» 18:00 (UTC+3) | Jordanië | 0 – 5   | Uruguay                                                       | Amman International Stadium, Amman Toeschouwers: 17.370 Scheidsrechter: Svein Oddvar Moen (NOR) |
| 13 november 2013 «onderlinge duels» 18:00 (UTC+3) |          | Verslag | 22' Pereira 42' Stuani 69' Lodeiro 78' Rodríguez 90+2' Cavani | Amman International Stadium, Amman Toeschouwers: 17.370 Scheidsrechter: Svein Oddvar Moen (NOR) |

|                                                   |         |                  |          |                                                                                          |
| 21 november 2013 «onderlinge duels» 21:00 (UTC−2) | Uruguay | 0 – 0 (agg. 5–0) | Jordanië | Estadio Centenario, Montevideo Toeschouwers: 62.000 Scheidsrechter: Jonas Eriksson (SWE) |
| 21 november 2013 «onderlinge duels» 21:00 (UTC−2) | Verslag |                  |          | Estadio Centenario, Montevideo Toeschouwers: 62.000 Scheidsrechter: Jonas Eriksson (SWE) |

## Topscorers
|    | Speler            | Land       | Goals |
| -- | ----------------- | ---------- | ----- |
| 1  | Luis Suárez       | Uruguay    | 11    |
| 2  | Lionel Messi      | Argentinië | 10    |
| 3  | Gonzalo Higuaín   | Argentinië | 9     |
| 3  | Radamel Falcao    | Colombia   | 9     |
| 5  | Felipe Caicedo    | Ecuador    | 7     |
| 6  | Teofilo Gutierrez | Colombia   | 6     |
| 7  | Eduardo Vargas    | Chili      | 5     |
| 7  | Jefferson Farfan  | Peru       | 5     |
| 7  | José Rondón       | Venezuela  | 5     |
| 7  | Arturo Vidal      | Chili      | 5     |
| 7  | Sergio Agüero     | Argentinië | 5     |
| 7  | Edinson Cavani    | Uruguay    | 5     |
| 12 | 3 spelers         |            | 4     |